# Le Bignon-du-Maine
Le Bignon-du-Maine [lə biɲɔ̃ dy mɛn] ist eine französische Gemeinde mit 320 Einwohnern (Stand: 1. Januar 2022) im Département Mayenne in der Region Pays de la Loire in Frankreich. Einwohner der Gemeinde werden Bigonnais genannt. Die Gemeinde gehört zum Arrondissement Château-Gontier (bis 2017: Arrondissement Laval) und zum Kanton Meslay-du-Maine.

## Geographie
Le Bignon-du-Maine liegt etwa 18 Kilometer südöstlich von Laval. Umgeben wird Le Bignon-du-Maine von den Nachbargemeinden Maisoncelles-du-Maine im Norden und Westen, Arquenay im Norden und Nordosten, Meslay-du-Maine im Osten, Saint-Charles-la-Forêt im Südosten, Ruillé-Froid-Fonds im Süden sowie Villiers-Charlemagne im Süden und Südwesten.

## Einwohnerentwicklung
| Jahr                       | 1962 | 1968 | 1975 | 1982 | 1990 | 1999 | 2006 | 2019 |
| Einwohner                  | 431  | 366  | 289  | 251  | 288  | 304  | 362  | 325  |
| Quellen: Cassini und INSEE |      |      |      |      |      |      |      |      |

## Sehenswürdigkeiten

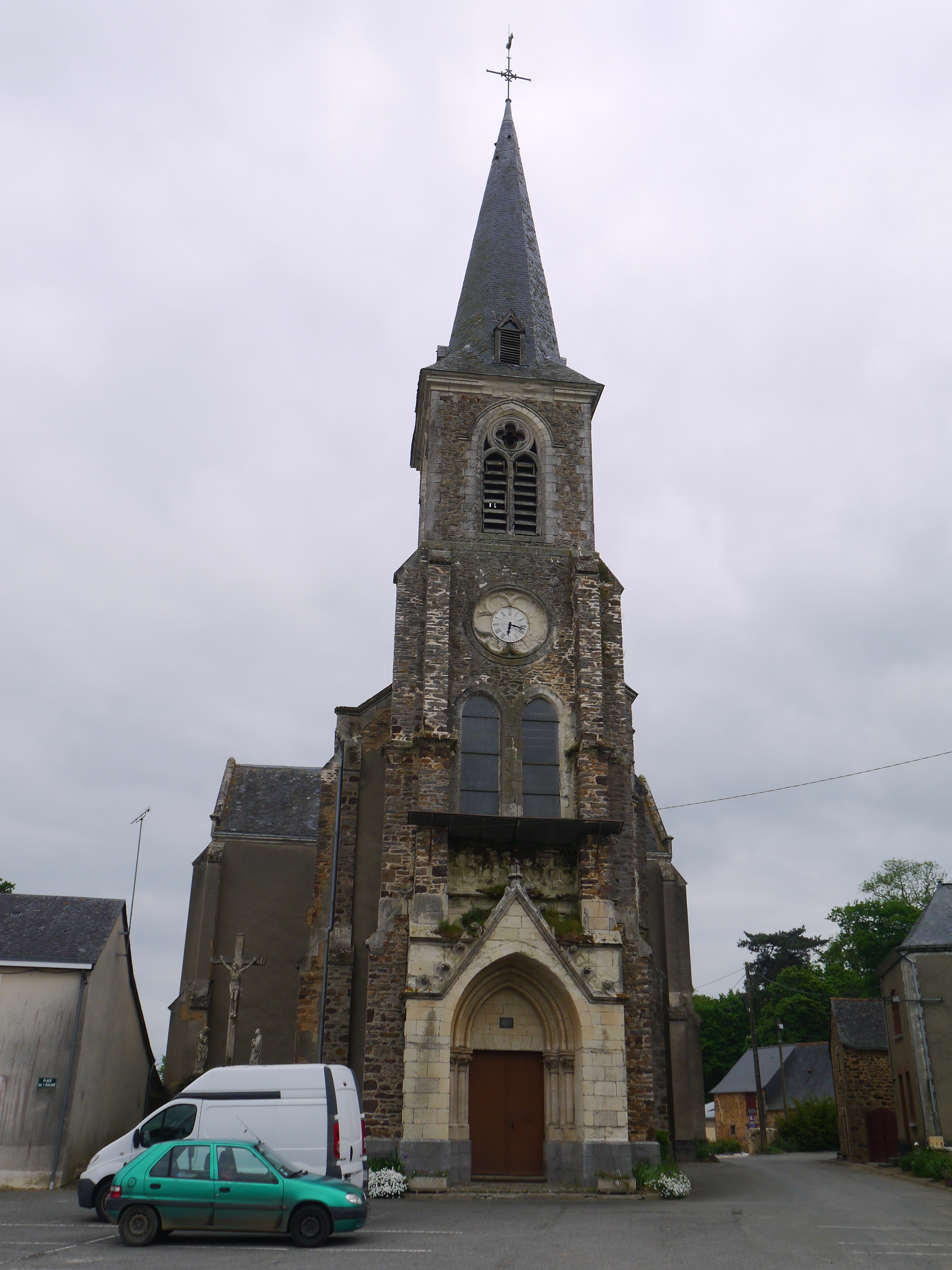
Kirche Saint-Martin
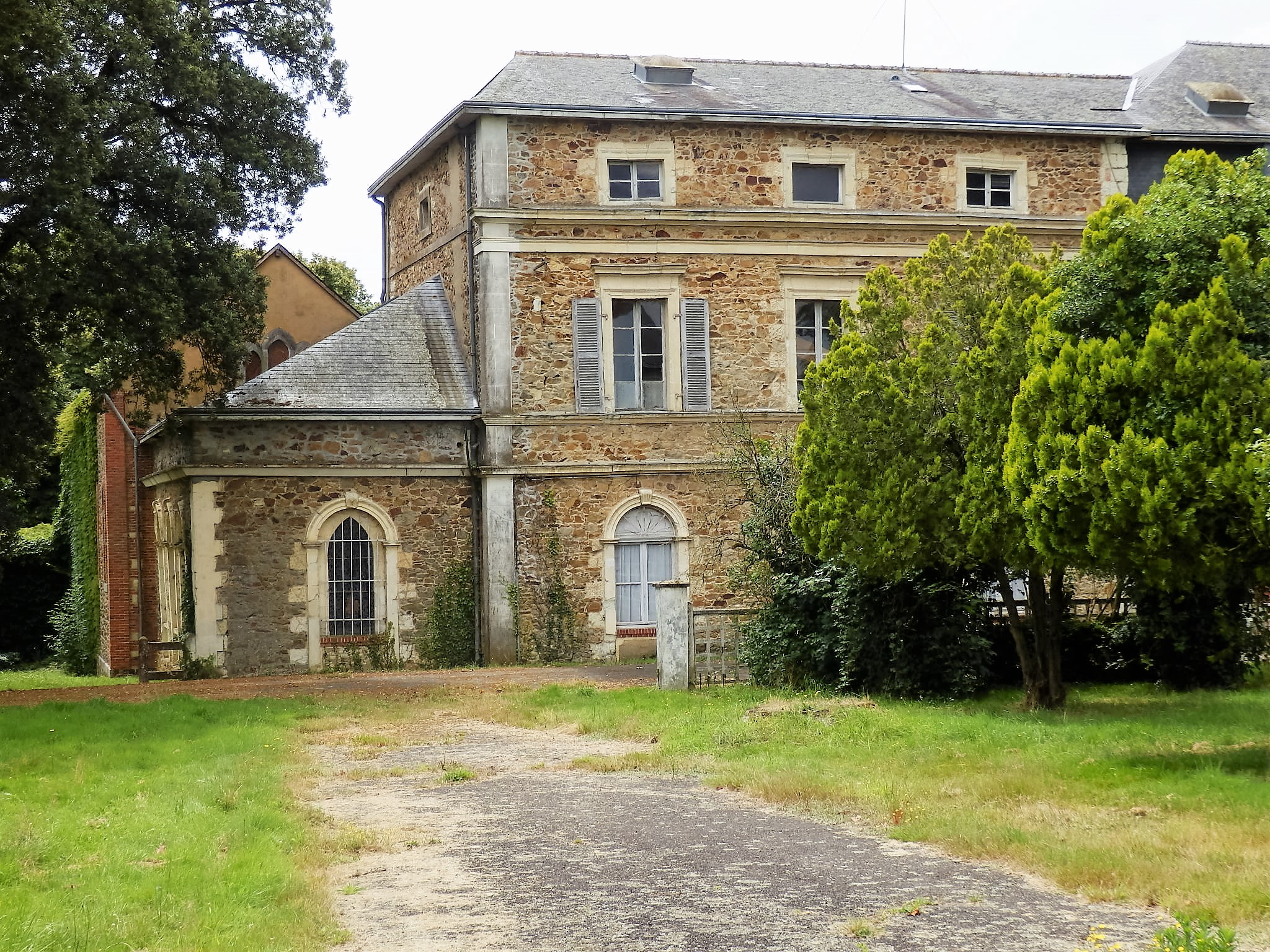
Schloss Clavières, Sanatorium
- Reste einer Turmhügelburg

- Kirche Saint-Martin
- Schloss Clavières